# Christophe du Châtel
Christophe du Châtel, mort le 9 décembre 1479, est un prélat breton du XVe siècle. Il  appartient à la famille du Chastel (du Chatel),  fils de Thomas de Chastel, seigneur de Coetelez, il est un parent du cardinal d'Avignon.

## Biographie
Christophe du Châtel est archidiacre de Léon lorsqu'il devient le coadjuteur de Tréguier, mais l'évêque  Jean de Coetquis  se repentit bientôt de son choix et le duc doit intervenir en 1463 pour lui interdire de troubler l'évêque dans ses fonctions et dans la perception de ses droits. Après la résignation de Hugues de Coat-Trédrez, il succède néanmoins à Jean de Coetquis et est nommé évêque de Tréguier  par Paul II. Il prend possession de son évêché le 21 juillet 1466 et prête serment au duc de Bretagne l'année suivante. En 1467, il fait publier des statuts par ses vicaires généraux. Sous son épiscopat le cloitre de la cathédrale de Tréguier est béni par l'évêque titulaire de Sinope (de) de passage dans la cité en 1468. La même année, les peintres et verriers Olivier Lecoq et Jean Lavenan réalisent la verrière qui ornait la grande fenêtre de la tour sud de l'édifice. En mars 1469, il reçoit dans sa cité épiscopale la visite de Charles de Guyenne le frère du roi Louis XI. Enfin, l'année 1474 voit la construction de l'église et de la Tour Saint-Michel. À sa mort le 9 décembre 1479, le pape récuse Guillaume Chauvin le candidat désigné pour lui succéder par le duc François II et impose le cardinal Raphaël de Saint-Georges 